# Sân bay Tromsø

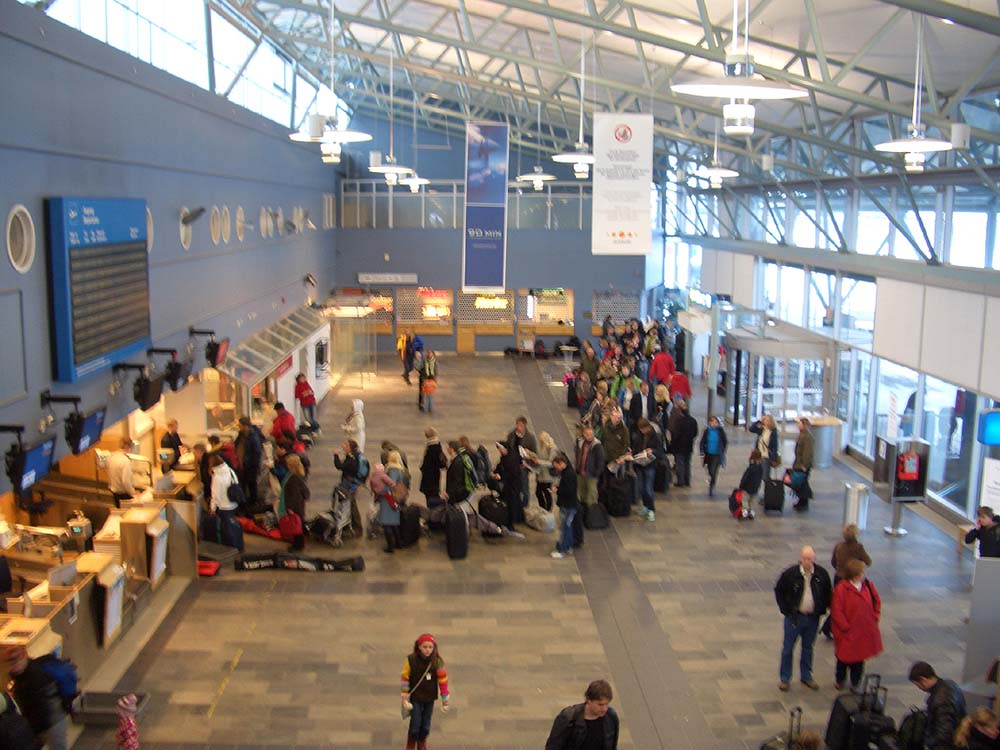
Quầy thủ tục, nhìn từ tầng xuất phát

Sân bay Tromsø, tên cũ là Sân bay Tromsø, Langnes (IATA: TOS, ICAO: ENTC) (tiếng Na Uy: Tromsø lufthavn) là một sân bay ở Tromsø, ở khu phía tây của đảo Tromsøya, 3,1 km về phía tây bắc của trung tâm thành phố. Đây là sân bay lớn nhất ở Nord-Norge, phục vụ 1.557.000 lượt khách năm 2006.
Sân bay này được khởi công ngày 1 tháng 7 năm 1963, chính thức khai trương ngày 14 tháng 9 năm 1964. Nhà ga ban đầu đã được thay bằng một nhà ga mới hình bán nguyệt vào năm 1977. Nhà ga hiện nay được xây năm 1998.

## Các hãng hàng không và tuyến bay

### Nội địa
- Norwegian Air Shuttle (Oslo, Bodø [begins 1st of June 2008], Trondheim [bắt đầu ngày 1 tháng 6 năm 2008])
- Scandinavian Airlines System (Alta, Bodø, Longyearbyen, Trondheim, Oslo)
- Widerøe (Alta, Andenes, Bergen, Berlevåg, Bodø, Båtsfjord, Hammerfest, Harstad/Narvik-Evenes, Hasvik, Honningsvåg, Kirkenes, Lakselv, Mehamn, Narvik-Framnes, Stokmarknes, Sørkjosen, Trondheim, Vadsø, Vardø)

### Quốc tế
- Aeroflot-Nord (Murmansk, Arkhangelsk)
- Norwegian Air Shuttle (London-Stansted)
- Scandinavian Airlines System (Stockholm-Arlanda)

### Thuê bao
- Atlasjet (Antalya)
- BH Air (Bourgas)
- Eurocypria Airlines (Chania)
- Hamburg International (Frankfurt)
- SunExpress (Antalya)
- Scandinavian Airlines (Chania, Samos)